# Hyperacanthus
Hyperacanthus là một chi thực vật có hoa trong họ Thiến thảo (Rubiaceae).

## Loài
Chi Hyperacanthus gồm các loài: